# Angraecum oeonioides
Angraecum oeonioides är en orkidéart som beskrevs av Jean Marie Bosser. Angraecum oeonioides ingår i släktet Angraecum och familjen orkidéer.
Artens utbredningsområde är Madagaskar. Inga underarter finns listade i Catalogue of Life.